# Leucothea ochracea
Leucothea ochracea är en kammanetart som beskrevs av Mayer 1912. Leucothea ochracea ingår i släktet Leucothea och familjen Leucotheidae. Inga underarter finns listade i Catalogue of Life.